# 664 Judith
Judith (asteróide 664) é um asteróide da cintura principal com um diâmetro de 72,68 quilómetros, a 2,5063885 UA. Possui uma excentricidade de 0,218915 e um período orbital de 2 099,5 dias (5,75 anos).
Judith tem uma velocidade orbital média de 16,62714532 km/s e uma inclinação de 8,59417º.
Esse asteróide foi descoberto em 24 de Junho de 1908 por August Kopff.